# التوبة (مسلسل)
التوبة هو مسلسل دراما مصري من إخراج محمد النقلي  وبطولة محمود ياسين، محمد رياض، داليا مصطفى، أحمد خليل، هالة فاخر  وميمي جمال، صدر المسلسل في عام 2005.

## نبذة
رجل بسيط هبطت عليه ثروة طائلة فأصبح من أصحاب العقارات والمشروعات ولم يكن يحلم الا بمنزل صغير يشعر فيه بالراحة مع أبنائه، ولان الرجل يعرف ان مصدر ثروته حرام وانه سطا عليها بطرق غير مشروعة، يعيش عذاب الضمير ويشعر بالحسرة كلما نظر إلى أبنائه ووجد على وجوههم عشرات الاسئلة حول مصدر الثروة.